# Márcio Passos
Márcio Henrique Maia Passos, mais conhecido como apenas Márcio Passos (Manaus, 25 de abril de 1985) é um futebolista brasileiro que atua como volante.

## Carreira
Nascido em Manaus no estado do Amazonas, começou sua carreira pelo Nacional. Depois teve uma longa passagem pelo futebol carioca tendo destaque pela Cabofriense.
Em 2011 após passagem pelo Oeste assinou contrato com o América de Natal. Realizou sua estreia pelo alvirubro numa derrota por 2–1 para o CRB em partida válida pela Série C. Pela mesma competição marcou seu primeiro gol pelo América de Natal numa goleada por 4–0 diante do Fortaleza. Em 2014 contra o Alecrim chegou a marca de 100 gols pelo dragão potiguar em partida válida pelo Campeonato Potiguar.
Sem mostrar interesse em renovar seu vínculo com o América de Natal acabou não permanecendo para a temporada seguinte. Sem acordo, acertou com o Sepahan do Irã para 2015.
No mesmo ano acertou seu retorno para o futebol brasileiro assinando com o ABC, rival do seu ex-clube, América de Natal. Porém devido problemas de documentação do seu ex-clube Sepahan, acabou não atuando pelo alvinegro na reta final da Série B. Mesmo sem atuar em 2015 teve seu contrato renovado com o ABC para 2016, e finalmente foi regularizado para jogar após seis meses.
Estreou oficialmente pelo ABC em uma vitória por 2–1 diante do Palmeira de Goianinha em partida válida pelo Campeonato Potiguar. Marcou seu primeiro gol em um empate por 1 –1 diante do Campinense em partida válida pela Copa do Nordeste. Pelo jogo de ida da final do Campeonato Potiguar, Márcio Passos marcou contra seu ex-clube América de Natal num empate por 3–3 no Arena das Dunas.
Com o assédio de vários clubes, como o Avaí, e sendo um dos destaques do Mais Querido na temporada que rendeu o acesso à Série B, Márcio Passos renovou seu contrato com o ABC até novembro de 2017. Marcou seu primeiro gol pelo ABC em 2017 contra o São Paulo em partida válida pela Copa do Brasil, mas não foi suficiente para a evitar a derrota por 3–1 para o time paulista. No jogo de volta em Natal contra o São Paulo marcou novamente na partida que terminou em 1–1.

### CRB
Em dezembro de 2017, a equipe do galo anuncia Marcio Passos como seu novo reforço para a temporada 2018.

## Títulos
América de Natal
- Campeonato Potiguar: 2012, 2014

Sepahan
- Campeonato Iraniano: 2014-15

ABC
- Copa RN: 2016, 2017
- Campeonato Potiguar: 2016, 2017

CRB
- Campeonato Alagoano: 2018

### Prêmios Individuais
- Seleção do Campeonato Potiguar: 2014, 2016, 2017

## Ligações Externas
- Perfil em Soccerway (em português)